# Priestercongregatie van het Heilig Hart van Jezus
De Priestercongregatie van het Heilig Hart van Jezus (Latijn: Congregatio Sacerdotum a Sacro Corde Iesu, afgekort S.C.I., veelal ook afgekort als S.C.J. of s.c.j.) is een congregatie in de Katholieke Kerk die in 1877 door de Franse priester Leo Dehon te Saint-Quentin werd gesticht. De congregatie heeft een speciale verering voor het Heilig Hart van Jezus en stond in de tijd van het "Rijke Roomse Leven" in België en Nederland bekend vanwege hun onderwijs, zielzorg, retraites en volksmissies.

## Geschiedenis
Aanvankelijk werd de congregatie onder de naam Oblaten van het Hart van Jezus opgericht, naderhand nam het zijn huidige naam aan. In 1878 werden de eerste leden geprofest. De priesters worden ook wel Dehonianen, naar de stichter, genoemd. De congregatie wordt soms, en uiteraard verkeerdelijk, verward met de congregatie van de Missionarissen van het Heilig Hart (Missionarii Sacratissimi Cordis Iesu, M.S.C.) of met de Congregatie van de Heilige Harten van Jezus en Maria (Congregatio Sacrorum Cordium, SS.CC., ook gekend als "Picpussen").
In 1911 werd een Nederlandse provincie opgericht voor paters en broeders. Pater Heiner Wilmer is de huidige generaal-overste.
De congregatie telde (in 2005) 2226 leden, die actief waren in dertig landen. In 2004 werden 73 priesters geprofest, zijn 32 priesters overleden en traden er 47 priesters uit. De congregatie groeit in landen als Portugal, Polen en Brazilië, terwijl zij in Nederland en België steeds verder slinkt. De congregatie in Nederland staat dicht bij de Mariënburgvereniging, in andere landen plukt ze echter de vruchten van de ontwikkelingen sinds Vaticanum II. De priestercongregatie wijdt zich aan de vorming van priesters en legt een nadruk op onderwijs, evangelisatie en sociaal werk (diakonie).

### Generaal-oversten
- Leo Dehon (van 28 juni 1878 tot 12 augustus 1925)
- Joseph Laurent Philippe (van 20 januari 1926 tot 24 oktober 1935)
- Theodorus Govaart (van 24 oktober 1935 tot 7 september 1953)
- Alfonse Lellig (van 11 januari 1954 tot 13 december 1958)
- Joseph de Palma (van 15 juli 1959 tot 6 juni 1967)
- Albert Bourgeois (van 6 juni 1967 tot 6 juni 1979)
- Antonio Panteghini (van 6 juni 1979 tot 24 mei 1991)
- Virginio Bressanelli (van 24 mei 1991 tot 27 mei 2003)
- José Ornelas Carvalho (van 27 mei 2003 tot 25 mei 2015)
- Heiner Wilmer (van 25 mei 2015 tot april 2018)

### Andere personen
- Emile Gabriel Grison (1860-1942), stichter van de missie Stanley Falls;
- Juan Maria de la Cruz García Méndez (1891-1936) (zalig verklaard);
- Albert Hermelink (1898-1983), bisschop van Tandjung-Karang;
- Frans van der Hoff (1939-2024), Nederlands missionaris en mede-oprichter van het koffiekeurmerk Max Havelaar;
- Cor van der Peet (1900-1987) (componist);
- Joseph Wittebols (1912-1964), missiebisschop vermoord in Wamba 1964;
- Piet van den Biggelaar (1918 -1964), missionaris omgebracht in Bafwasenda;
- Stanisław Nagy (1921-2013), theoloog en kardinaal;
- Jaap Duivenvoorde (1928-2011), Nederlands missiebisschop in Nieuw-Guinea;
- Renaat De Ceulaer (1929), missionaris, oprichter SCJ-missiemuseum Cattoirstraat Brussel;
- Murilo Ramos Krieger (1943), aartsbisschop van São Salvador da Bahia en primaat van Brazilië.

### Missietragedie in Kongo
De Priesters van het Heilig Hart verloren 28 missionarissen in hun Kongolese diocesen Stanleystad (huidig Kisangani) en Wamba. Zij werden in 1964 door de Simba's vermoord.